# Золотий м'яч 1988
«Золотий м'яч 1988»

27 грудня 1988
Найкращий футболіст Європи: 
 Марко ван Бастен
 (вперше)

← 1987 * Золотий м'яч * 1989 →
Золотий м'яч 1988 року — 33-тє щорічне вручення нагороди найкращому футболісту Європи, за підсумками опитування від журналу «Франс Футбол».

## Процедура голосування
Участь у голосуванні за визначення найкращого футболіста в Європі взяли представники 27 футбольних асоціацій УЄФА, зокрема: Австрії, Албанії, Англії, Бельгії, Болгарії, Греції, Данії, Ірландії, Іспанії, Італії, Люксембурга, Нідерландів, НДР, Польщі, Португалії, Румунії, СРСР, Туреччини, Угорщини, Фінляндії, Франції, ФРН, Чехословаччини, Швейцарії, Швеції, Шотландії та Югославії. Водинадцяте поспіль серед респондентів не було представників з Норвегії, які раніше до 1977 року були постійними учасниками опитувань. СРСР вперше представляв журналіст українського видання «Спортивна газета» Овдій Піналов.
Кожен із членів журі обирав п'ятьох футболістів, які, на його думку, є найкращими гравцями Європи. За перше місце нараховували 5 очок, за друге — чотири, за третє — три, за четверте — два, за п'яте — одне очко. Переможець максимально міг отримати 135 очок.
Результати голосування були опубліковані 27 грудня 1988 року в журналі France Football (№ 2229).

## Підсумки голосування
Переможцем опитування став 24-річний нідерландський нападник клубу «Мілан» Марко ван Бастен.
Друге та третє місця посіли Рууд Гулліт та Франк Райкард відповідно. У підсумку перші три місця посіли гравці збірної Нідерландів, які в тому ж році стали чемпіонами Європи. Таким чином втретє в історії вручення нагороди «Золотий м'яч» перші три місця посіли представники однієї країни (раніше це були представники ФРН у 1972 та 1981 роках), а також вперше представники одного клубу — «Мілан».
Марко ван Бастен став третім нідерландським футболістом в історії, після Йогана Кройфа (1971, 1973, 1974) та Рууда Гулліта (1987), який виграв «Золотий м'яч».
Четверте місце посів півзахисник київського «Динамо» Олексій Михайличенко. Серед номінантів значилися ще два футболісти «Динамо» (Київ), а саме: Олег Кузнецов (11 місце), Анатолій Дем'яненко (13 місце). А ще один динамівець — Олександр Заваров (8 місце) другу половину року проводив уже в «Ювентусі».
| Місце | Гравець              | Клуб                         | Країна     | Очки | %      | Місця | Місця | Місця | Місця | Місця | К-ть голосів |
| Місце | Гравець              | Клуб                         | Країна     | Очки | %      | 1-ше  | 2-ге  | 3-тє  | 4-те  | 5-те  | К-ть голосів |
| ----- | -------------------- | ---------------------------- | ---------- | ---- | ------ | ----- | ----- | ----- | ----- | ----- | ------------ |
| 1     | Марко ван Бастен     | «Мілан»                      | Нідерланди | 129  | 95.6 % | 23    | 2     | 2     |       |       | 27           |
| 2     | Рууд Гулліт          | «Мілан»                      | Нідерланди | 88   | 65.2 % | 3     | 10    | 8     | 4     | 1     | 26           |
| 3     | Франк Райкард        | «Реал» Сарагоса «Мілан»      | Нідерланди | 45   | 33.3 % | 1     | 5     | 6     |       | 2     | 14           |
|       |                      |                              |            |      |        |       |       |       |       |       |              |
| 4     | Олексій Михайличенко | «Динамо» (Київ)              | СРСР       | 41   | 30.4 % |       | 3     | 5     | 5     | 4     | 17           |
| 5     | Роналд Куман         | «ПСВ»                        | Нідерланди | 39   | 28.9 % |       | 5     | 2     | 6     | 1     | 14           |
| 6     | Лотар Маттеус        | «Баварія» «Інтер»            | ФРН        | 10   | 7.4 %  |       | 1     | 1     | 1     | 1     | 4            |
| 7     | Джанлука Віаллі      | «Сампдорія»                  | Італія     | 7    | 5.2 %  |       |       |       | 2     | 3     | 5            |
| 8     | Олександр Заваров    | «Динамо» (Київ) «Ювентус»    | СРСР       | 5    | 3.7 %  |       |       | 1     |       | 2     | 3            |
| 8     | Юрген Клінсманн      | «Штутгарт»                   | ФРН        | 5    | 3.7 %  |       |       |       | 2     | 1     | 3            |
| 8     | Франко Барезі        | «Мілан»                      | Італія     | 5    | 3.7 %  |       |       |       | 1     | 3     | 4            |
|       |                      |                              |            |      |        |       |       |       |       |       |              |
| 11    | Танжу Чолак          | «Галатасарай»                | Туреччина  | 4    | 3 %    |       | 1     |       |       |       | 1            |
| 11    | Олег Кузнецов        | «Динамо» (Київ)              | СРСР       | 4    | 3 %    |       |       |       | 1     | 2     | 3            |
| 13    | Рінат Дасаєв         | «Спартак» (Москва) «Севілья» | СРСР       | 3    | 2.2 %  |       |       | 1     |       |       | 1            |
| 13    | Анатолій Дем'яненко  | «Динамо» (Київ)              | СРСР       | 3    | 2.2 %  |       |       | 1     |       |       | 1            |
| 13    | Гленн Гисен          | «Фіорентіна»                 | Швеція     | 3    | 2.2 %  |       |       |       | 1     | 1     | 2            |
| 13    | Мічел                | «Реал»                       | Іспанія    | 3    | 2.2 %  |       |       |       | 1     | 1     | 2            |
| 17    | Флемінг Поульсен     | «Кельн»                      | Данія      | 2    | 1.5 %  |       |       |       | 1     |       | 1            |
| 17    | Мішель Прюдомм       | «Мехелен»                    | Бельгія    | 2    | 1.5 %  |       |       |       | 1     |       | 1            |
| 17    | Вальтер Дзенга       | «Інтер»                      | Італія     | 2    | 1.5 %  |       |       |       | 1     |       | 1            |
| 20    | Георге Хаджі         | «Стяуа»                      | Румунія    | 1    | 0.7 %  |       |       |       |       | 1     | 1            |
| 20    | Роберто Манчіні      | «Сампдорія»                  | Італія     | 1    | 0.7 %  |       |       |       |       | 1     | 1            |
| 20    | Деян Савичевич       | «Будучност» «Црвена Звезда»  | Югославія  | 1    | 0.7 %  |       |       |       |       | 1     | 1            |
| 20    | Невілл Саутолл       | «Евертон»                    | Уельс      | 1    | 0.7 %  |       |       |       |       | 1     | 1            |
| 20    | Драган Стойкович     | «Црвена Звезда»              | Югославія  | 1    | 0.7 %  |       |       |       |       | 1     | 1            |

## Цікаві факти
- Розподіл за амплуа серед 24 футболістів згаданих в анкетах наступний: 4 воротарі, 5 захисників, 8 півзахисників та 7 нападників.[1]
- Всьоме в історії вручення нагороди за переможця віддали свої голоси респонденти усіх країн, що взяли участь в опитуванні. Раніше усі голоси респондентів отримували Йоган Кройф (1974), Олег Блохін (1975), Кевін Кіган (1979), Карл-Гайнц Румменігге (1980) та двічі Мішель Платіні (1984, 1985).
- Марко ван Бастен втретє поспіль потрапив у десятку найкращих підсумкового заліку опитування. У 1986 році нідерландець набравши 10 очок посів 8 місце, а у 1987 — 6 місце (10 очок).
- Марко ван Бастен переміг з рекордним показником за кількістю набраних очок — 129 із 135. Хоча за показником максимально можливої кількості очок (95,56 %) цей результат став лише 4-м, поступаючись показникам Мішеля Платіні — 98,46 % (1984), 97,69 % (1985) та Карла-Гайнца Румменігге — 97,60 %(1980).
- Представник Нідерландів вп'яте виграв трофей «Золотий м'яч». Таким чином, нідерландці наздогнали за цим показником ФРН — в обох країн по 5 нагород, у Англії та Франції було по 4, в Іспанії, Італії та СРСР — по 3 нагороди.
- Втретє лауреатом опитування став футболіст «Мілана» — до Марка ван Бастена це вдавалося Джанні Рівері (1969) та Рууду Гулліту (1987).
- «Мілан» став 6-м клубом представник якого виграв трофей «Золотий м'яч» щонайменше 3 рази. Найбільше таких нагород було у «Ювентуса» та «Баварії» — по 5, у «Манчестер Юнайтед», «Реала» (Мадрид), «Барселони» та «Мілана» — по 3 нагороди.
- 24 згадані в анкетах гравці представляли 12 країн, з них найбільше було від СРСР — 5, Італії та Нідерландів — по 4, від ФРН та Югославії — по 2 гравці.
- СРСР вперше одноосібно очолили залік за кількістю гравців згаданих в анкетах респондентів. До речі, четверо з п'яти представників СРСР були українцями (Михайличенко, Заваров, Кузнецов та Дем'яненко).
- В анкетах респондентів не виявилося представників Англії (вчетверте в історії) та Франції (вп'яте).
- Вперше починаючи з 1969 року в загальному заліку опитування були представлені лише 2 гравці з ФРН.
- Вперше з 1976 року, а загалом втретє в історії, в анкетах респондентів був представлений футболіст з Туреччини.
- Представники ФРН 32 роки поспіль згадувалися в анкетах респондентів. Усього за 33 роки вручення нагороди футболісти ФРН згадувалися в анкетах хоча б одного разу у 32-х опитуваннях, італійські гравці згадувалися у 31-му опитуванні, футболісти Англії — у 29-ти, Франції та Іспанії — у 28-ми, СРСР — у 27-ми, Шотландії та Швеції — у 23-х, Португалії, Нідерландів та Югославії — у 21-му, Угорщини — у 20-ти опитуваннях.
- Німецькі футболісти найчастіше потрапляли в загальний залік опитувань — 122 рази, італійські — 94, англійські — 90, радянські — 62, французькі — 58, іспанські та нідерландські — по 52, угорські — 50 разів.
- Увосьме лауреатом трофею став представник італійської першості. Італійський чемпіонат зрівнявся за цим показником з німецьким — в обох по 8 трофеїв, у іспанської першості — було 6, англійської — 4 трофеї.
- Всього в анкетах були згадані гравці із 16 клубів, серед них найбільше було представників «Мілана» — 4, київського «Динамо» — 3, від «Сампдорії», «Інтернаціонале» та «Црвени Звезди» — по 2 гравці.
- Всього за 33 роки проведення опитувань в анкетах були згадані 419 футболістів із 166 клубів. Футболісти мадридського «Реала» та «Ювентуса» були згадані в опитуваннях хоча б одного разу у 24-х випадках, «Інтернаціонале» та «Баварії» — у 21-му, «Манчестер Юнайтед» та «Барселони» — у 20-ти, «Мілана» — у 19-ти, «Кельна» — у 15-ти, «Бенфіки», «Аякса» та празької «Дукли» — у 14-ти, «Гамбурга», «Тоттенгем Готспур» та київського «Динамо» — у 13-ти випадках.
- Вперше в опитуваннях були згаданий футболіст із клубу «Мехелен», а саме воротар Мішель Прюдомм.
- Вперше в опитуваннях були згадані 13 футболістів, серед них: Франк Райкард, Олексій Михайличенко, Роналд Куман, Юрген Клінсманн, Франко Барезі, Вальтер Дзенга, Роберто Манчіні та Деян Савичевич.
- Загалом 419 згаданих в анкетах футболістів за історію проведення опитування представляли 28 країн. Лідерами за кількістю таких футболістів були Англія та ФРН — по 38 та Італія — 35 гравців. В десятку лідерів входили також СРСР — 29, Франція — 27, Іспанія та Нідерланди — по 23, Югославія — 21, Угорщина — 18, а також Чехословаччина та Швеція — по 17 гравців.
- Рекордсменами за кількістю попадань у заліки опитувань залишалися Франц Бекенбауер та Йоган Кройф — в обох по 12 номінацій, у Еусебіу та Мішеля Платіні було 11 номінацій, у Льва Яшина, Джанні Рівери, Герда Мюллера — по 10, у Боббі Чарлтона та Сандро Маццоли — було по 9 номінацій.
- Лідером за кількістю потраплянь у чільну п'ятірку залишався Франц Бекенбауер — 10 разів, далі розташовувалися Мішель Платіні — 8, Йоган Кройф — 7, Еусебіу — 6, а також Карл-Гайнц Румменігге та Луїс Суарес — по 5 разів.
- Франц Бекенбауер також залишався лідером за кількістю потраплянь у 10-ку найкращих — 11 разів, за ним йшли Мішель Платіні та Йоган Кройф — по 9, Еусебіу, Джанні Рівера та Герд Мюллер — по 8, Боббі Чарлтон та Карл-Гайнц Румменігге — по 7 разів.
- Олексій Михайличенко та Олег Кузнецов стали 11-м та 12-м відповідно гравцями київського «Динамо», які фігурували в опитуваннях щотижневика «Франс Футбол». За цим показником київське «Динамо» зміцнило лідерство серед клубів із СРСР, у найближчого переслідувача тбіліського «Динамо» значилося лише 5 гравців.
- Анатолій Дем'яненко став четвертим футболістом київського «Динамо», який мінімум двічі фігурував в опитуваннях щотижневика «Франс Футбол». Раніше це вдавалося Євгену Рудакову, Олегу Блохіну (4 рази) та Олександру Заварову.
- Олександр Заваров став другим українцем, після Олега Блохіна, який втретє поспіль потрапив у загальний залік опитування щотижневика «Франс Футбол».
- Олександр Заваров та Рінат Дасаєв стали першими радянськими легіонерами, які були представлені в анкетах респондентів.